# Bagnaria Arsa
Bagnaria Arsa är en ort och kommun i regionen Friuli-Venezia Giulia i Italien och tillhörde tidigare även provinsen Udine som upphörde 2018. Kommunen hade 3 479 invånare (2018).